# Hopkins Park
Hopkins Park és una població dels Estats Units a l'estat d'Illinois. Segons el cens del 2000 tenia 711 habitants.

## Demografia
Segons el cens del 2000, Hopkins Park tenia 711 habitants, 241 habitatges, i 161 famílies. La densitat de població era de 75 habitants/km².
Dels 241 habitatges en un 31,1% hi vivien nens de menys de 18 anys, en un 27% hi vivien parelles casades, en un 30,7% dones solteres, i en un 32,8% no eren unitats familiars. En el 26,6% dels habitatges hi vivien persones soles el 10,8% de les quals corresponia a persones de 65 anys o més que vivien soles. El nombre mitjà de persones vivint en cada habitatge era de 2,95 i el nombre mitjà de persones que vivien en cada família era de 3,6.
Per edats la població es repartia de la següent manera: un 37,8% tenia menys de 18 anys, un 9,3% entre 18 i 24, un 22,8% entre 25 i 44, un 18,6% de 45 a 60 i un 11,5% 65 anys o més.
L'edat mediana era de 29 anys. Per cada 100 dones de 18 o més anys hi havia 81,9 homes.
La renda mediana per habitatge era de 17.778 $ i la renda mediana per família de 19.792 $. Els homes tenien una renda mediana de 33.125 $ mentre que les dones 25.250 $. La renda per capita de la població era de 8.788 $. Aproximadament el 35,4% de les famílies i el 44,2% de la població estaven per davall del llindar de pobresa.

## Poblacions més properes
El següent diagrama mostra les poblacions més properes.